# Okerborstsfenops
De okerborstsfenops (Sphenopsis ochracea synoniem: Hemispingus ochraceus) is een zangvogel uit de familie Thraupidae (tangaren).

## Verspreiding en leefgebied
Deze soort komt voor op de westelijke helling van de Andes van zuidwestelijk Colombia (Nariño) en westelijk Ecuador.